# André Campana
Cet article concerne le journaliste et réalisateur. Pour l'athlète, voir André Campana (athlétisme). Pour les homonymes, voir Campana.
André Campana, né le 15 mars 1940 au Mans et mort le 30 septembre 2017 à Paris 11e,, est un journaliste, écrivain, réalisateur et producteur de télévision français.

## Distinctions
André Campana est chevalier de la Légion d'honneur,.

## Articles de presse
- Émission Radio France Inter - « Fiction politique, et la Corse, île des justes ? »[5](3D Le journal) - 14 avril 2013
- Interview dans L'Humanité du 14 mai 1996

## Ouvrages
- Le Grand Tournoi (avec Michel Bassi), Paris, éditions Grasset, 1967.
- L'Argent secret : le financement des partis politiques, Paris, Arthaud, 1976.